# Charles Townshend, segundo vizconde Townshend
Charles Townshend, II Vizconde Townshend (18 de abril de 1674 - 21 de junio de 1738) fue un hombre de estado británico del partido Whig. Fue Secretario de Estado durante una década, dirigiendo la política exterior de Gran Bretaña.
Como terrateniente e intelectual, desarrolló una labor teórica agrícola de gran importancia en la llamada Revolución agrícola británica, al diseñar el denominado sistema Norfolk de rotación de cultivos. Su predilección por el cultivo de nabos le valió el sobrenombre de Lord Turnip (Lord Nabo). 
Es conocido también por haber emparedado viva supuestamente a su segunda esposa Dorothy Townshend.